# Juan Pérez Zúñiga
Juan Pérez Zúñiga (Madrid, 1860-Madrid, 1938) fue un escritor, periodista y humorista español.

## Biografía
Muy aficionado a la música desde niño, cursó los estudios de violín en el Conservatorio madrileño. El humorista, escritor y dramaturgo Vital Aza le ayudó a entrar en la redacción de Madrid Cómico (1880). Abogado (1882), colaboró en más de un centenar de revistas y diarios españoles. Su firma fue imprescindible especialmente en las de carácter festivo. Fue redactor de ABC, Blanco y Negro, El Liberal, Heraldo de Madrid, Nuevo Mundo o La Esfera.

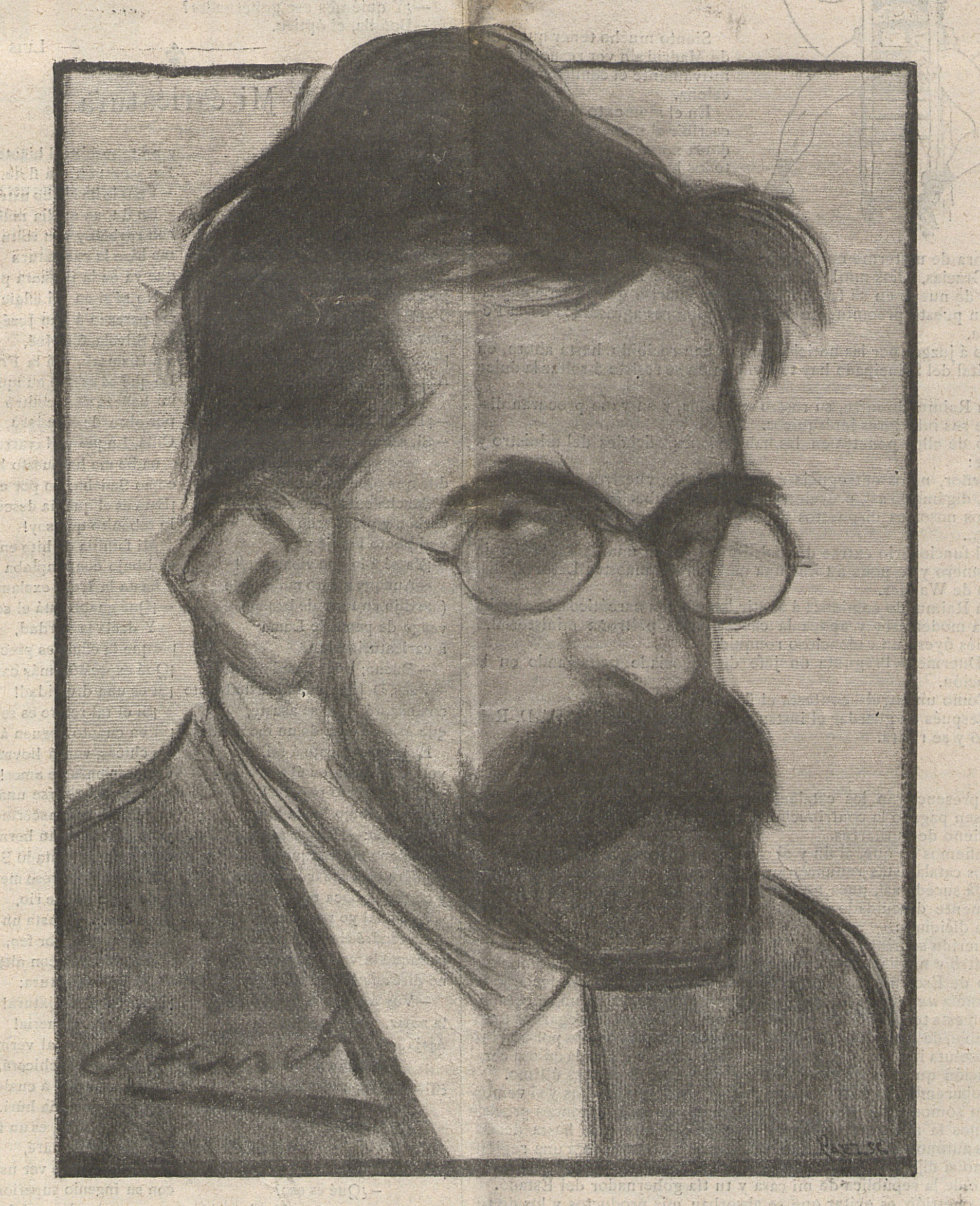
Caricaturizado por Sancha (Madrid Cómico, 2 de diciembre de 1899)

Utilizó frecuentemente el seudónimo Artagnán, y en su humor, que empieza siendo tributario de Juan Martínez Villergas, evoluciona hasta prefigurar en sus artículos algunos de los rasgos humorísticos que caracterizarán a «la otra generación del 27», discípula de Ramón Gómez de la Serna. Algunas de sus joyas literarias son Zuñigadas o Amantes célebres puestos en solfa. En ellos demuestra la facilidad para la burla y la parodia, que desarrolla también en sus composiciones líricas y en algunos de sus textos teatrales, bien en los que haya colaborado, como en La romería del Halcón y Los de la burra, bien en los de creación individual, más escasos, como Descanso dominical o Muerte y dulzura o El merengue triste.
Dueño de una gran vis cómica y de facilísimo ingenio, fue un versificador extraordinario. Se calculan en más de veinte mil sus poesías festivas escritas y publicadas. Pasan de cincuenta sus obras teatrales y de treinta los volúmenes dedicados a una producción varia, muchos de ellos ilustrados por Joaquín Xaudaró o Garrido. La gran mayoría de sus obras contaron con varias reimpresiones y ediciones. En la escena obtuvo muchos éxitos.
En cuanto a su prosa, destacan especialmente sus Viajes Morrocotudos, 2 vols. (que ha pasado de las diez ediciones), su Arte de hacer curas, Seis días fuera del mundo. Viaje involuntario y el Relato humorístico. Utilizó la jitanjáfora, una especie de poema en que las palabras no significan nada. En 1935 publicó sus memorias con el título de El placer de recordar. Algunas de las cosas ocurridas al autor o conocidas por él en medio siglo de vida literaria... Y de la otra. La editorial Renacimiento editó sus obras completas en los años veinte del siglo pasado en varios tomos.
Posee en Madrid una calle en su honor situada en el Barrio de la Concepción en Ciudad Lineal.

### Narrativa
- Historia cómica de España, 2 vols.
- Viajes morrocotudos, 2 vols.
- Cosquillas
- Guasa viva
- Doña Tecla en Polotú
- Buen Humor
- Pura broma
- Alma guasona
- El chápiro verde
- Cuatro cuentos y un cabo
- Coplas de sacristía
- La soledad y el cocodrilo
- Villapelona de abajo
- Amantes célebres puestos en solfa
- Cuentos emblados
- Galimatías
- Guía cómica de San Sebastián
- Canelario zaragotono
- Zuñigadas
- Piruetas
- La familia de Noé
- Fermatas y banderillas
- Pizcas y miajas
- Ganitas de broma
- Novelas ínfimas
- Lo que cuenta don Juan
- Carne congelada ó La jugarreta de Frescucio
- Casta no es Pura. Novela.
- Cocina cómica Ochenta recetas de guisos y postres, poesías culinarias, algo de agricultura y un apéndice que comprende un santoral selecto y otras frioleras
- Coliflor o la hija del mosquito
- Corazón de platino.
- Cuentos de menor cuantía.
- Cuentos embolados (denominados así porque no se les ve la punta)
- Lo que cuenta Don Juan Manojo de cuentos festivos para niños menores de cincuenta años
- El cocodrilo azul
- El cuerpo, los estertores y unas cuantas cosas más.
- El disloque. Colección de artículos desarticulados
- ¡El disloque! Tipos raros. Trastrueques. Juegos fonético-lingüísticos. El cuerpo.
- El gran bromazo. Novela
- Juego de bolos
- La familia de Noé o el diluvio universal: estudio cómico, a ratos científico y a ratos excéntrico, del Arca de Noé y del castigo acuático sufrido por la humanidad. 2 vols.
- La fiera corrupia. Novela cómica.
- La flor de La Rabadilla
- La niña del jefe. Novela.
- La soledad del campo, nº 12 de El Cuento Semanal (22 de marzo de 1907). Portada de Tovar.La soledad del campo. Novela.
- La tenacilla de oro. Novela.
- La tumba de tita Carmen.
- La viuda de Perrín

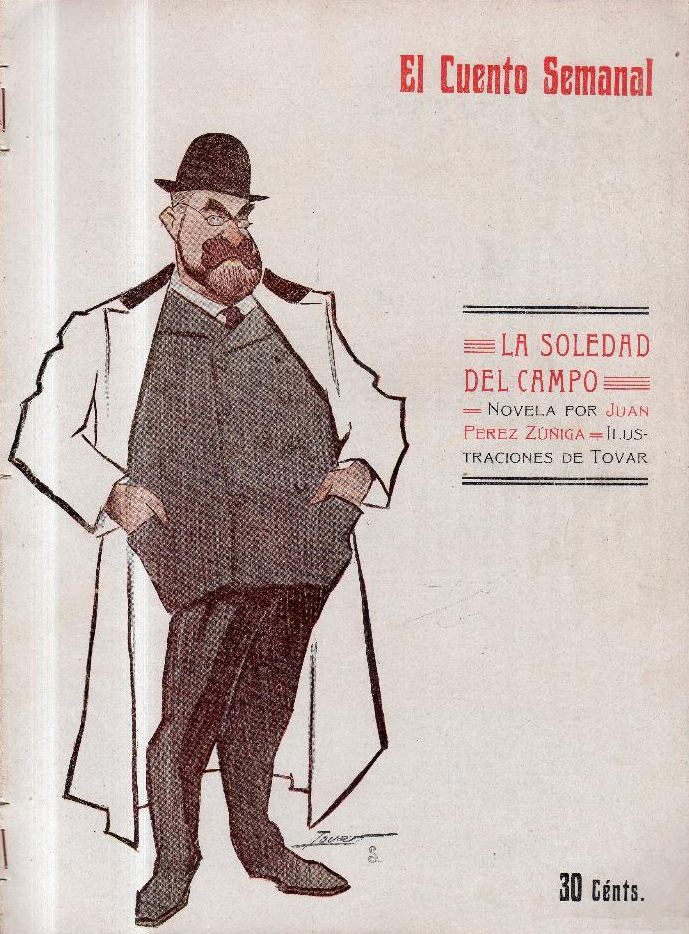
La soledad del campo, nº 12 de El Cuento Semanal (22 de marzo de 1907). Portada de Tovar.

- Los hígados. Cuento quirúrgico-fantástico.
- Lo que cuenta Don Juan (Manojo de cuentos festivos para niños menores de cincuenta años).
- Polvareda conyugal.
- Seis días fuera del mundo. Viaje involuntario.
- El monte, la isla... y ¡la mar!.
- El solitario de Yuste o Una mala tentación.
- El señor castaño
- Tipos Raros.
- Títeres. (Sindicato de artículos, cómicos todos ellos, a Dios gracias).
- Hojas de lata
- Entre la guerra y la paz

### Teatro
- ¡Viva la Pepa!
- El salvavidas
- La manía de papá
- El quinto cielo
- Los tíos
- El portal de Belén

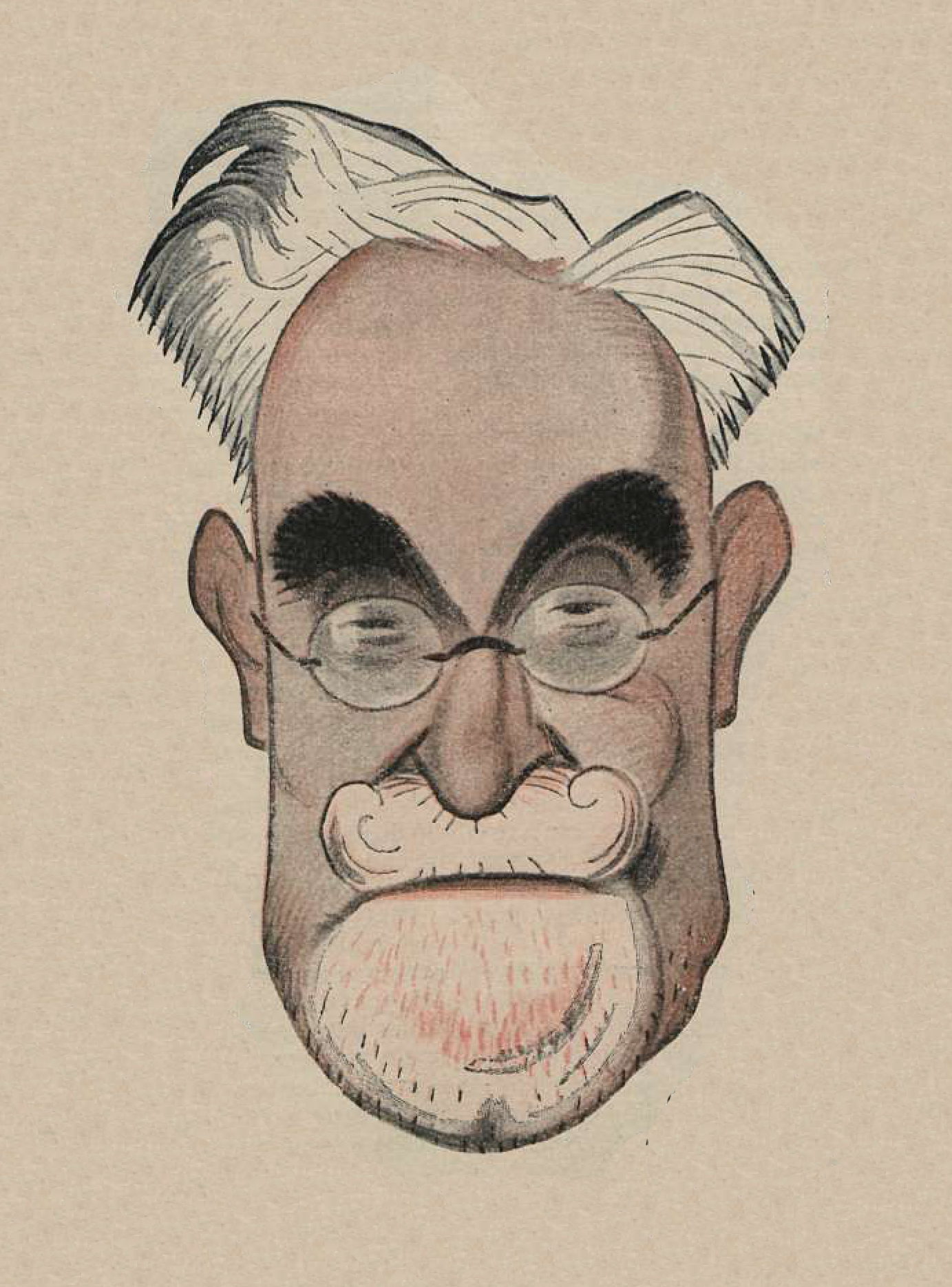
Caricaturizado por Tovar en Flirt (1922)

- Muerte y dulzura, o el merengue triste
- El pasmo de Cecilia
- El néctar de los dioses
- Los de la burra
- La Gloria
- La gente del patio
- La india brava. Zarzuela en un acto. Música de J. Valverde (Hijo).
- El estupendo Juan Pérez. Comedia dramática en tres actos.

### Verso
- Desahogos particulares (Contiene su poesía "seria")
- Humorismo Rimado
- Paella festiva (Composiciones en verso).